# Quliang
Quliang (kinesiska: 曲梁, 曲梁乡) är en socken i Kina. Den ligger i provinsen Henan, i den centrala delen av landet, omkring 28 kilometer söder om provinshuvudstaden Zhengzhou. Antalet invånare är 50 483. Befolkningen består av 24 757 kvinnor och 25 726 män. Barn under 15 år utgör 18,0 %, vuxna 15-64 år 72 %, och äldre över 65 år 8,0 %.
Genomsnittlig årsnederbörd är 710 millimeter. Den regnigaste månaden är juli, med i genomsnitt 149 mm nederbörd, och den torraste är januari, med 4 mm nederbörd.